# Semnopithecus schistaceus
Semnopithecus schistaceus är en primat i släktet hulmaner som förekommer i bergstrakter i sydvästra Himalayaregionen. Den listades tidigare som underart till Semnopithecus entellus och godkänns nu oftast som självständig art.
Denna hulman blir 62 till 79 cm lång (huvud och bål) och svanslängden är 69 till 103 cm. Honor är med en vikt mellan 7,5 och 18 kg lättare än hannar som väger 9 till 24 kg. Primaten har liksom andra släktmedlemmar långa bakre extremiteter. Pälsens färg är olika nyanser av ljusgrå med en ljus krans kring ansiktet. På ansiktet och på öronen förekommer bara några enstaka hår och de är täckta av svartaktig hud. Semnopithecus schistaceus håller svansen ovanför bålen när den går på fyra fötter. Populationer i höga bergstrakter är allmänt mörkast. Öronen är allmänt gömda i pälsen. På bålen och extremiteterna kan bruna eller violetta skuggor förekomma.
Artens utbredningsområde sträcker sig från nordöstra Afghanistan över Kashmirregionen och Nepal till Bhutan och södra Kina. Primaten vistas mellan 1500 och 4000 meter över havet. Habitatet utgörs av löv- och barrskogar samt buskskogar. Sällan vandrar arten under våren till höga regioner där snön ligger kvar på träden men den når dessa områden vanligtvis senare.
Individerna är aktiva på dagen och klättrar i växtligheten eller går på marken. De äter främst blad. Dessutom ingår frukter, insekter och mindre ryggradsdjur i födan. En flock består av en eller några hannar, av flera honor och av deras ungar. Gruppen kan ha upp till 25 medlemmar. För att stärka de sociala banden sker ömsesidig pälsvård. Honan är 168 till 200 dagar dräktig och sedan föds oftast en unge. Ungen diar sin mor cirka 20 månader. Flockens andra honor kan delta i ungens uppfostring genom att bära ungen eller genom lek.
I några regioner hotas arten av skogsavverkningar och andra landskapsförändringar. I Kina jagas primaten för vissa kroppsdelars skull som används i den traditionella medicinen. Beståndet minskar men IUCN listar Semnopithecus schistaceus fortfarande som livskraftig (LC).